# 胡瀛 (成化進士)
胡瀛（1444年—？），字孟登，河南汝寧府羅山縣人，民籍，明朝政治人物。進士出身。

## 生平
早年出身國子生，河南鄉試第七名。成化十一年（1475年）乙未科會試第二百十二名，殿試登進士第三甲第八十九名。授武进县知县，升興國州知州，弘治十五年四月官至浙江按察司佥事。十八年二月考察致仕。

## 家族
曾祖父胡通禮。祖父胡名遠。父亲胡得泉。母熊氏。具庆下。兄胡深。娶王氏。子胡上，监生；胡止，正德三年進士；胡正。